# Överste av 1:a graden

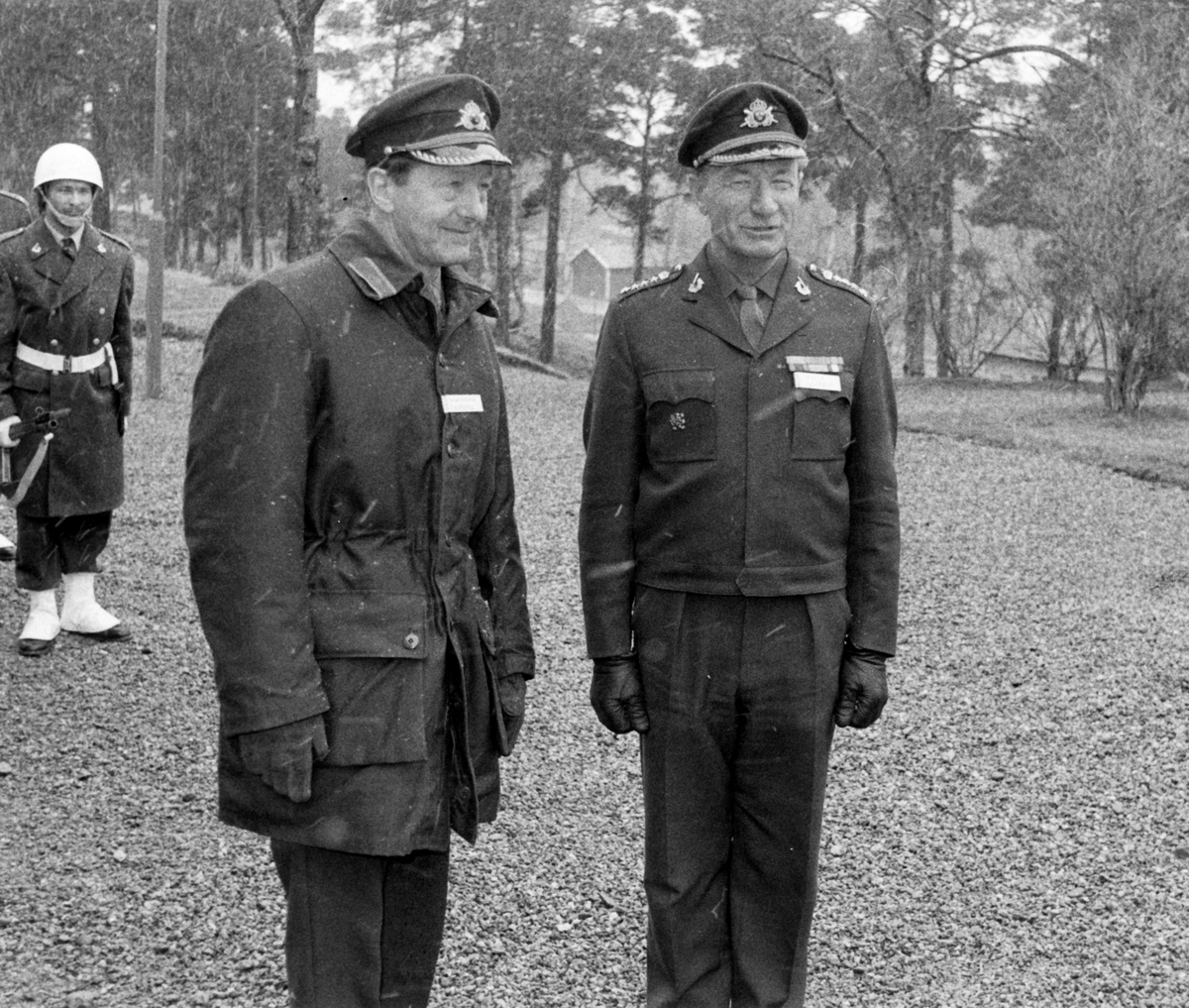
Två överstar av 1:a graden år 1976: Stig Colliander, chef för P 10/Fo 43 och Per Björkman, pansarinspektör vid Arméstaben.

Överste av 1:a graden var/är en svensk militär tjänsteställning som när den infördes 1972 låg mellan överste och generalmajor, och idag ligger mellan överste och brigadgeneral. 

## Historia
År 1927 infördes graden överste och brigadchef, vilken var högre än överste och 1945 ersattes av överste med tjänst i högre lönegrad.  Denna avskaffades 1972, då graden överste av 1:a graden infördes för bland annat fördelningschefer. Från och med 1 juli 2000, då graden brigadgeneral tillkom, utnämns dock inga nya överstar av 1. graden. Redan utnämnda överstar av 1:a graden behåller sin grad varför den formellt finns kvar. Införandet av brigadgeneral tillkom som en anpassning till internationellt vanliga beteckningar. Redan tidigare förekom att överste av 1:a graden översattes som brigadgeneral.
Tidigare var överstar av 1:a graden fördelningschefer eller motsvarande och på senare tid även regementschefer (tillika försvarsområdesbefälhavare) eller flottiljchefer för vissa regementen respektive flottiljer.
Under invasionsförsvarets dagar, åtminstone i mitten av 1980-talet, var Sverige indelat i sex militärområden. Under dessa fanns försvarsområden, vilka geografiskt (i stort sett) motsvarade ett län. Varje försvarsområde hade en chef som var överste av första graden, om han kom från armén. Till exempel var Kristianstads län motsvarande Försvarsområde 14 (Fo 14). Inom detta län fanns flera regementen: Skånska dragonregementet (P 2) och Skånska trängregementet (T 4) i Hässleholm, Skånska luftvärnskåren (Lv 4) och Södra skånska regementet (P 7) i Ystad och Wendes artilleriregemente (A 3) i Kristianstad. I Kristianstad låg också Norra skånska regementet (P 6/Fo 14). Beteckningen P 6/Fo 14 innebär att detta regemente var sammanslaget med staben för försvarsområde 14, alltså Kristianstads län. Högste militär på det regementet var en överste av första graden.

## Gradbeteckningar
|  |  |